# Dianella (plant)
Dianella is een geslacht uit de familie Hemerocallidoideae. De soorten uit het geslacht komen voor in zuidelijk tropisch Afrika, Zuidoost-Azië, Oost-Azië, Australië en in het Pacifisch gebied.

## Soorten
- Dianella acutifolia Schlittler
- Dianella adenanthera (G.Forst.) R.J.F.Hend.
- Dianella amoena G.W.Carr & P.F.Horsfall
- Dianella atraxis R.J.F.Hend.
- Dianella bambusifolia Hallier f.
- Dianella brevicaulis (Ostenf.) G.W.Carr & P.F.Horsfall
- Dianella brevipedunculata R.J.F.Hend.
- Dianella caerulea Sims
- Dianella callicarpa G.W.Carr & P.F.Horsfall
- Dianella carolinensis Lauterb.
- Dianella congesta R.Br.
- Dianella crinoides R.J.F.Hend.
- Dianella daenikeri Schlittler
- Dianella dentata Schlittler
- Dianella ensifolia (L.) Redouté
- Dianella fruticans R.J.F.Hend.
- Dianella haematica Heenan & de Lange
- Dianella incollata R.J.F.Hend.
- Dianella intermedia Endl.
- Dianella javanica (Blume) Kunth
- Dianella latissima Heenan & de Lange
- Dianella longifolia R.Br.
- Dianella monophylla Hallier f.
- Dianella nervosa R.J.F.Hend.
- Dianella nigra Colenso
- Dianella odorata Blume
- Dianella pavopennacea R.J.F.Hend.
- Dianella pendula Schlittler
- Dianella plicata Schlittler
- Dianella porracea (R.J.F.Hend.) Horsfall & G.W.Carr
- Dianella prunina R.J.F.Hend.
- Dianella rara R.Br.
- Dianella revoluta R.Br.
- Dianella saffordiana Fosberg & Sachet
- Dianella sandwicensis Hook. & Arn.
- Dianella serrulata Hallier f.
- Dianella stipitata Schlittler
- Dianella tarda Horsfall & G.W.Carr
- Dianella tasmanica Hook.f.
- Dianella tenuissima G.W.Carr

Agrostocrinum · 
Arnocrinum · 
Caesia · 
Corynotheca · 
Dianella · 
Excremis · 
Geitonoplesium · 
Hemerocallis (Daglelies) · 
Hensmania · 
Herpolirion · 
Hodgsoniola · 
Johnsonia · 
Pasithea · 
Phormium · 
Simethis · 
Stawellia · 
Stypandra · 
Thelionema · 
Tricoryne